# チュートリアルのチューして!
『元気が出る恋愛テレビ チュートリアルのチューして!』（げんきがでるれんあいテレビ チュートリアルのチューして）は、2008年4月14日から2009年3月30日まで関西テレビで放送されていた、お笑いコンビ・チュートリアルが司会を務める恋愛バラエティ番組である。放送時間は毎週月曜 24:35 - 25:30 （火曜 0:35 - 1:30）。
番組は関西テレビのほか、フジテレビ系の地方局でも遅れネットで放送されていた（ネット局の節を参照）。地上アナログ放送では、2009年1月からレターボックス形式での放送が行われていた。
この番組の終了後、チュートリアルの2人はゴールデンタイム初の冠番組『冒険チュートリアル』を担当した。

## 出演者

### 司会
- 徳井義実（チュートリアル）
- 福田充徳（チュートリアル）

### アシスタント
- 山本悠美子（関西テレビアナウンサー） - 2009年1月まで出演。

### はじめてのchu〜トリップ
- 森山愛子 - ナビゲーター。

### 女の失恋のど自慢
- 矢野勝也（矢野・兵動） - 失恋アドバイザー役。

### 合コンリサーチャー八光
- 月亭八光 - コーナー進行・リサーチャー。
- 小寺理花 - コーナーアシスタント。看護師とエステティシャンの回のみに出演。

### 街角恋愛調査
- 林健（ギャロップ）
- 毛利大亮（ギャロップ）

### 女のエロ詩吟
- 木村卓寛（天津）
- 向清太朗（天津）

### スーパーデートアポインター ノブ
- 大悟（千鳥） - スタジオパートのみに出演。
- ノブ（千鳥）

この他に、毎回1名のゲストが出演していた。また、放送されるコーナーによっては、1 - 2名のコーナーゲストが出演することもあった。

## コーナー
チューイングカップル（2008年4月14日 - 2009年1月26日）
ユニークな視聴者カップル・チューイングカップルがスタジオに登場し、恋に必要な3つのing、タイミング（Timing）・フィーリング（Feeling）・ハプニング（Happening）にまつわるエピソードについて、トークを繰り広げるコーナー。まず、チュートリアルら出演者が別室に設置したリモートカメラからカップルの様子をモニタリング（スタジオにあるコントローラーでアングルやズームが操作可能）してから、カップルがスタジオに登場。そしてトークの後には、カップルが「チューイングゲーム」に挑戦する。これは彼氏がパネルに描かれた3人のマリリンの口の部分から出ている唇を見て、彼女の唇を探し当てるもの（残りの2つは彼女と同じ口紅を塗った徳井（あるいは福田）の唇と大阪のおばちゃんの唇。この時なぜか徳井（福田）は女性のウィッグも着用）で、見事彼女の唇とキスができた場合は10万円分の旅行券、失敗した場合には2万円分のペアお食事券がプレゼントされる。当初はマリリンのパネルには徳井が入っていたが、10万円分の旅行券を獲得するカップルが相次ぎ、番組の制作費が切迫してきたため、6月9日放送からはゲームの進行を務めていた福田と役割を交替している。また8月18日放送からは「チューイングゲーム」を番組の後半に放送している。2009年1月12日放送で、彼女が姉妹同士の2組のカップルが登場した回では、それぞれの彼氏が「具合が悪い」と彼女に電話をかけ、彼女がそれから自宅を出るまでの時間を計測し、早かった方の姉カップルに10万円の旅行券が贈られた。
チューイングカテゴリーカップル（2008年9月16日・11月3日）
「チューイングカップル」の特別編。共通のカテゴリーを持つカップルが数組登場し、そのカテゴリーを通してカップルたちの本性を暴いていくコーナー。これまでに彼氏が浮気をしたカップルや田舎住まいのカップルが登場した。
チューイング!美女カテゴリー（2008年9月22日）
「チューイングカップル」の特別編。共通のカテゴリーを持つ美女たちが登場し、彼女たちを通してイマドキの女性の恋愛観を探るコーナー。浮気をしている美女たちが登場した。
カップル徹底分析! LOVE検索（2009年2月2日 - ）
「チューイングカップル」の後継コーナー。登場するカップルにまつわるキーワードを基に、二人の素顔を暴きだしていくコーナー。そして番組後半では、カップルが「チューイングゲーム」に挑戦する。これは彼氏がパネルに描かれた3人のマリリンの口の部分から出ている唇を見て、彼女の唇を探し当てるもの（残りの2つは彼女と同じ口紅を塗った福田の唇と大阪のおばちゃんの唇。この時なぜか福田は女性のウィッグも着用）で、見事彼女の唇とキスができた場合は10万円分の旅行券、失敗した場合には2万円分のペアお食事券がプレゼントされる。
はじめてのchu〜トリップ
芸能人に初めてキスをした場所を案内してもらい、当時の心境や行動を再現するコーナー。これまでに登場したゲストは、福田充徳、原口あきまさ、ヒデ（ペナルティ）、つるの剛士、大木こだま、後藤輝基（フットボールアワー）、アントキの猪木、パパイヤ鈴木、徳井義実。
合コンリサーチャー八光（2008年4月21日 - ）
月亭八光がさまざまな職業の女性から合コンでモテる男子についてリサーチし、男子が合コンでモテる傾向と対策を導き出すコーナー。これまでに看護師、エステティシャン、美容師、携帯ショップ店員、歯科衛生士・歯科助手からリサーチを行った。
女の失恋のど自慢（2008年5月12日 - ）
最近失恋した女性・失恋ガール2名が登場して、失恋アドバイザーの矢野勝也（矢野・兵動）に失恋のエピソードを披露し、自分の思いを歌で表現するコーナー。スタジオでチュートリアルとゲストがどちらの失恋ガールの歌が心に沁みたかを判定していたが、9月8日放送からはなくなった。出演した失恋ガールにはそれぞれ賞品が贈られた。
街角 男と女の恋愛格言（2008年4月14日 - 2008年6月30日）
街頭アンケートで実体験から作られた恋愛格言とゲストの作った恋愛格言を紹介するコーナー。
街角恋愛調査（2008年7月7日 - ）
「街角 男と女の恋愛格言」の後継コーナー。恋愛に関するテーマで街頭アンケートを行い、その中からいくつかピックアップした回答を紹介するコーナー。
女のエロ詩吟（2008年11月10日、2008年12月8日、2009年1月19日・1月26日・3月2日・3月9日）
「街角恋愛調査」の企画の一つ。天津が女性目線のエロ詩吟も存在するのかを探る。キャバクラ嬢やガールズバーのバーテンダー、松竹芸能の女芸人が作った女性目線のエロ詩吟を木村が実際に吟じる。
堺太一のセクシャルMONDAYナイト（2008年4月28日 - 2008年6月30日、2008年12月1日・12月8日[スペシャル]）
徳井の扮するキャラクター・堺太一が恋愛相談に答えるコーナー。2008年12月1日・8日はスペシャルとして、映画『天国はまだ遠く』で徳井と共演した加藤ローサを迎え、恋愛トークを繰り広げた。
徳井義実のなりきり恋愛相談（2008年7月7日 - ）
「堺太一のセクシャルMONDAYナイト」の後継コーナー。徳井がさまざまなキャラクターになりきり、恋愛相談に答えるコーナー。
[徳井が扮したキャラクター]
| - 江角マキコ - 村西とおる（最多登場で3回扮した） - カイヤ - 綾戸智恵 - 田嶋陽子 - デヴィ夫人 - 浅野温子 - 安部譲二 | - 北島康介 - 火野正平 - ブルース・リー - 瀬川瑛子 - 松方弘樹 - 滝川クリステル - アニマル浜口 - 大屋政子 | - 湯浅卓 - のっち（Perfume） - 米倉涼子 - 竹村健一 - リア・ディゾン - 工藤静香 - 松崎しげる - KONTA（BARBEE BOYS） | - 叶恭子 - 津川雅彦 - 朝丘雪路 - 山下真司 - 桃井かおり - 宮根誠司 |

真夜中のラブレター（2008年4月14日 - 2008年4月21日）
毎回、徳井と福田のどちらかが憧れの有名人に宛てたラブレターの文面をスタジオで考え、それを清書した上で実際に送るコーナー。徳井はキャサリン・ゼタ＝ジョーンズ、福田は宇多田ヒカルにそれぞれラブレターを送ったが、どちらからも音沙汰が無かったらしい（2008年12月15日の放送で、ラブレターのその後が明らかになった）。
男と女のLOVEギャップ（2008年5月26日・6月23日）
テーマに関する男と女の考え方の違いを徹底的に検証するコーナー。
夏休みbase若手芸人祭り（2008年7月28日）
baseよしもとで活躍する芸人たちに恋愛に関するアンケートを行い、トークを繰り広げる夏休み特別企画。スタジオには銀シャリ・天竺鼠・鎌鼬・プラスマイナス・サイドエイトの5組が登場した。
あぁ忘れられない! ディープインパクト女（2008年10月6日）
千鳥・とろサーモン・ダイアンの3組6名と徳井の計7名のお笑い芸人が、インパクトのあった忘れられない女性の話を次々に発表し、ディープインパクトチャンピオンを目指してトークバトルを繰り広げる企画。誰の話がインパクトがあったのかは福田の独断で決められる。
引きずり芸人を立ち直らせろ!（2008年8月25日・9月1日・10月27日・11月10日）
チュートリアルがいまだに昔の恋愛を引きずっている「引きずり芸人」から、忘れられない恋愛や女性の話を聞き、立ち直らせようとする企画。登場した引きずり芸人は堤下敦（インパルス）、藤崎マーケット、COWCOW、麒麟、FUJIWARA、ほっしゃん。。なお、このコーナーは吉本興業東京本部で収録が行われた。
世界一受けたい夜の授業（2008年12月1日）
夜ならではのテーマについて特別授業を行うコーナー。官能小説をテーマに、シャンプーハットと徳井が実際に執筆した作品を発表した。なお、講師が登場する際に表示される、講師や授業内容に関するキーワードの枠は『世界一受けたい授業』（日本テレビ）の中で表示されるもののパロディである。
クリスマス直前緊急企画! 福田に彼女を作ろう!（2008年12月22日）
最近恋愛から遠のいている福田に彼女を作ろうという企画。福田が好きな女性を番組で募集し、応募のあった300名以上の中からオーディションで選ばれた7名がスタジオに登場。福田の好きなところのアピールと福田に関するクイズ（解答権獲得には各問題ごとにゲームがある）、最後は福田にプレゼントを手渡して15秒アピールを行った。その後、スタジオ観覧の女性50名の投票の結果、上位3名がデートをする権利を獲得（その模様は2009年2月9日に放送）。ちなみに、この日のスタジオ観覧の女性50名は、全員前述のオーディションで選に漏れた福田が大好きな女性たちだった。
芸能人がお忍びで通う看板娘のいるお店（2008年9月29日、2009年1月12日）
ゲストが案内人となり、プライベートで通う看板娘のいるお店にチュートリアルを案内するコーナー。登場したゲストはメッセンジャーあいはら、石田靖。元々は番組開始前である2008年1月2日に放送された特番「チュートリアルの芸能人が通う看板娘のいるお店」のコーナー化。
スーパーデートアポインター ノブ（2009年1月26日）
千鳥のノブが好きな相手に告白したい人を助けるため、その人の代わりに告白相手とのデートのアポイントを取りつけ、告白のお手伝いをするコーナー。
チュートリアル vs シャンプーハット 女性の気持ちを理解しているのはどっち!? 意地の5番勝負（2009年2月16日）
チュートリアルとシャンプーハットが女性の気持ちをどれだけ理解できているかを5番勝負で競う企画。
1番勝負 女体を見極めろ! 着やせ美女は誰だ!!
別室でWiiをプレイしている私服姿の5人の女性を見て、一番胸の大きい女性を当てる。
2番・3番勝負 お客様をキュンとさせろ! 俺の理想VTRバトル!
男としての理想を再現したVTRを見て、どちらがキュンときたかをスタジオ観覧の女性48名と浜田翔子が判定。その人数の多かった方が勝利となる。
4番勝負 美女の意見を当てろ! クイズ美女100人に聞きました!
『クイズ100人に聞きました』の要領で、「コンパで引いてしまう男性の行動」「彼に絶対言えない私のヒミツ」を美女100人にアンケートし、何を答えたかを当てるクイズ。各チーム交互に3回答え、正解すればその答えた人数がポイントとなる。最終的にポイントの多いチームが勝利となる。
最終決戦 女性の歩幅に合わせて走れ! 美女3人4脚レース!!
1番勝負で回答した美女と3人4脚で50mレースを競う。ただしシャンプーハットチームは骨折明けの小出水に代わり、小出水の兄でストリートミュージシャンの小出水道教がレースに参加。エンディングでは小出水道教の楽曲「おやすみ」が使用された。
| チュートリアル | 対決内容                                                                          | シャンプーハット |
| -------------- | --------------------------------------------------------------------------------- | ---------------- |
| ○              | 女体を見極めろ! 着やせ美女は誰だ!!                                                | ×                |
| ○ 46           | お客様をキュンとさせろ! 俺の理想VTRバトル! 理想のキッス（福田 vs てつじ）         | × 3              |
| × 14           | お客様をキュンとさせろ! 俺の理想VTRバトル! サプライズプレゼント（徳井 vs 小出水） | ○ 35             |
| ×              | 美女の意見を当てろ! クイズ美女100人に聞きました!                                  | ○                |
| ×              | 女性の歩幅に合わせて走れ! 美女3人4脚レース!!                                      | ○                |
| 2              | 合計                                                                              | 3                |

その結果、シャンプーハットが勝利したため、翌週の2009年2月23日放送の冒頭でシャンプーハットが登場し、「こいちゃんのペロンチョして!?」のタイトルで番組を進行していたが、ゲストの谷澤恵里香に対し、小出水が暴走し始め、収拾がつかなくなったところにチュートリアルが登場し、元の番組タイトルで改めて番組の進行を行った。
最後に答えて〜!（2009年3月30日）
最終回にちなみ、徳井と福田が視聴者からの質問に答えた。福田に対する質問は「目玉焼きには何をかけますか?」「選ぶなら、チキン or ビーフ?」だったのに対し、徳井には「デートはどこに行くのか?」「どちらから告白したのか?」「普段は何と呼ばれているか?」といった、当時報道された夏川結衣との交際に関する質問が集中し、福田が視聴者に代わり、徹底追及した。なお「徳井と福田、どちらが先に結婚すると思うか?」という質問には、徳井は「福田が先だと思う」と回答している。
※「チューイングカップル」→「カップル徹底分析! LOVE検索」、「街角 男と女の恋愛格言」→「街角恋愛調査」、「堺太一のセクシャルMONDAYナイト」→「徳井義実のなりきり恋愛相談」以外は交替で放送。

## スタッフ

### 番組終了時のスタッフ
- ナレーション：藤沢としや、中村郁
- 構成：長谷川朝二、友光哲也、田中孝晃、弘中麻由
- リサーチ：Eフラットプロモーション
- TD（テクニカルディレクター）：横山和明・西村武純（KTV）〔週替わり〕
- CAM（カメラ）：松林正和・鈴木智雄（KTV）〔週替わり〕
- LD：金子宗央・中村貴志（KTV）〔週替わり〕
- AUD：宮島雅俊・筒井亨（KTV）
- EED：大須賀真紀・堀田秀治（KTV）
- MA：長谷川周作（KTV）
- SE：三浦智子、片岡幸司
- 美術プロデューサー：河真由美（KTV）
- デザイン：嶋田良一
- 美術進行：HDK
- 装置：内海徹哉
- 装飾：秋丸弘美
- 電飾：増本正寿
- 衣装：岡本忠治
- メイク：有田佳子
- 出力：野口和彦
- タイトル：兵頭和也
- CG：T60i
- キャラクターデザイン：MUTSUO & NAMI
- イラスト：竹安由香利
- 広報：梅垣陽介（KTV）
- 技術協力：ウエストワン、大阪共立、テレコープ、SpEED、スタジオ・ビーアンドエム
- 協力：オフィスりぷる
- ディレクター：佐々木進、松本剛樹（オフィスりぷる）、大野祐司（Devotion）、上杉康司（EXPRESS CR.）、高原礼子（KTV）、井岡義博（オフィスりぷる）
- チーフディレクター：木村弥寿彦（KTV）
- プロデューサー：石田秀樹（KTV）、田井中皓介（よしもとクリエイティブ・エージェンシー）
- 制作協力：吉本興業
- 制作著作：関西テレビ

### 途中まで参加していたスタッフ
- チーフプロデューサー：竹本潔観・谷口俊哉（KTV）
- プロデューサー：柴垣早智子（よしもとクリエイティブ・エージェンシー）
- ディレクター：神川聡明（オフィスりぷる）、梅景泰利（Jワークス）、上杉康司（EXPRESS CR.）
- EED：矢野数馬（KTV）
- SE：寺脇千景、大鳥洋一
- メイク：野村雅美
- 技術協力：CARROT、イングス

## ネット局
| 放送対象地域   | 放送局                      | 系列           | 放送曜日および放送時間 | 放送日の遅れ | 放送開始日    |
| -------------- | --------------------------- | -------------- | ---------------------- | ------------ | ------------- |
| 近畿広域圏     | 関西テレビ（KTV）（製作局） | フジテレビ系列 | 月曜 24:35 - 25:30     |              | 2008年4月14日 |
| 宮城県         | 仙台放送（OX）              | フジテレビ系列 | 木曜 24:45 - 25:40     | 24日遅れ     | 2008年5月8日  |
| 長野県         | 長野放送（NBS）             | フジテレビ系列 | 水曜 24:35 - 25:30     | 16日遅れ     | 2008年4月30日 |
| 島根県・鳥取県 | 山陰中央テレビ（TSK）       | フジテレビ系列 | 土曜 25:20 - 26:15     | 16日遅れ     | 2008年5月3日  |
| 岡山県・香川県 | 岡山放送（OHK）             | フジテレビ系列 | 水曜 24:35 - 25:35     | 9日遅れ      | 2008年4月23日 |
| 高知県         | 高知さんさんテレビ（KSS）   | フジテレビ系列 | 木曜 24:40 - 25:35     | 24日遅れ     | 2008年10月2日 |
| 福岡県         | テレビ西日本（TNC）         | フジテレビ系列 | 火曜 24:50 - 25:45     | 8日遅れ      | 2008年4月22日 |
| 熊本県         | テレビ熊本（TKU）           | フジテレビ系列 | 日曜 25:05 - 26:00     | 55日遅れ     | 2008年11月9日 |